# Erbacher Straße 4 (Darmstadt)
Das Wohnhaus und Büro in der Erbacher Straße 4 ist ein Bauwerk in Darmstadt.

## Geschichte und Beschreibung
Das Wohnhaus und Büro des Darmstädter Bauunternehmers Wilhelm Ganss wurde in den Jahren 1894/1895 und 1904 erbaut.
Das Vorderhaus aus den Jahren 1894/1895 besitzt eine historisierende Fassade in gelben Klinker mit Sandsteindekor.
Bei einem Luftangriff im Jahre 1944 wurde das Bauwerk beschädigt.
Nach dem Krieg erfolgte ein niedriger Wiederaufbau.
Das zweigeschossige Hintergebäude – eine Erweiterung eines gründerzeitlichen Kerns – wurde im Jahre 1904 nach Plänen des Architekten Carl Zimmer errichtet.
Das Hintergebäude erhielt eine zeitgemäße Neugestaltung der Fassade mit einer jugendstiligen Putzornamentik und Stuckdekor im Risalit.
Die dekorativen blauglasierten Klinker gehen auf eine Zusammenarbeit mit Joseph Maria Olbrich zurück.

## Denkmalschutz
Das Wohnhaus und Büro in der Erbacher Straße 4 ist ein typisches Beispiel für den Jugendstil um die Jahrhundertwende in Darmstadt.
Aus architektonischen, baukünstlerischen und stadtgeschichtlichen Gründen ist das Bauwerk ein Kulturdenkmal.